# Corrente oceanica

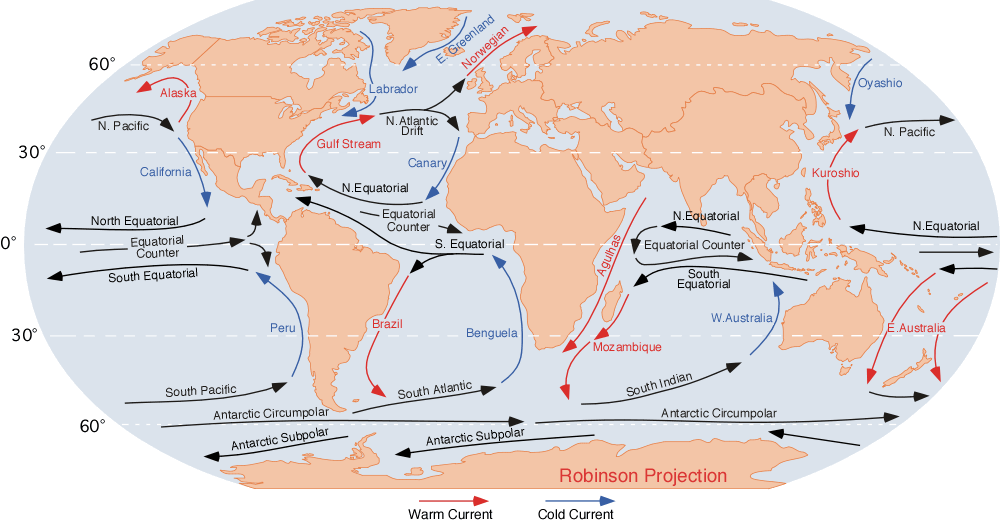
Rappresentazione delle principali correnti oceaniche

In oceanografia la corrente oceanica (o corrente marina) è una massa di acqua marina in movimento rispetto all'acqua che la circonda e dalla quale si può differenziare per densità, salinità, temperatura.
L'insieme delle correnti oceaniche dà vita alla circolazione termoalina, ossia la circolazione oceanica regolata da due importanti fattori quali la differenza di densità dell'acqua e il vento.

## Classificazione
Vi sono vari tipi di correnti marine, classificate in base a diversi aspetti:
- processo formativo (correnti di gradiente, correnti di deriva)
- distanza dal fondale (correnti di superficie, di profondità media e profondità abissali)
- temperatura media interna
  - calde: correnti superficiali che vanno dall'equatore ai poli.
  - fredde: correnti superficiali che vanno dai poli all'equatore.
- tipo di flusso
  - orizzontali: correnti che si spostano parallelamente alla superficie.
  - verticali: correnti che si spostano perpendicolarmente alla superficie.

Le correnti che vanno dall'equatore ai poli nord e sud, trasportano anche aria calda, come la corrente del Golfo. Le correnti che vanno dai poli all'equatore, invece, mitigano le fasce intertropicali.
Questo tipo di correnti, la cui origine è essenzialmente termoalina (da differenze di temperatura e salinità delle masse d'acqua), non va confuso con le correnti costiere, la cui genesi è dovuta principalmente al vento e al moto ondoso.

## Effetti

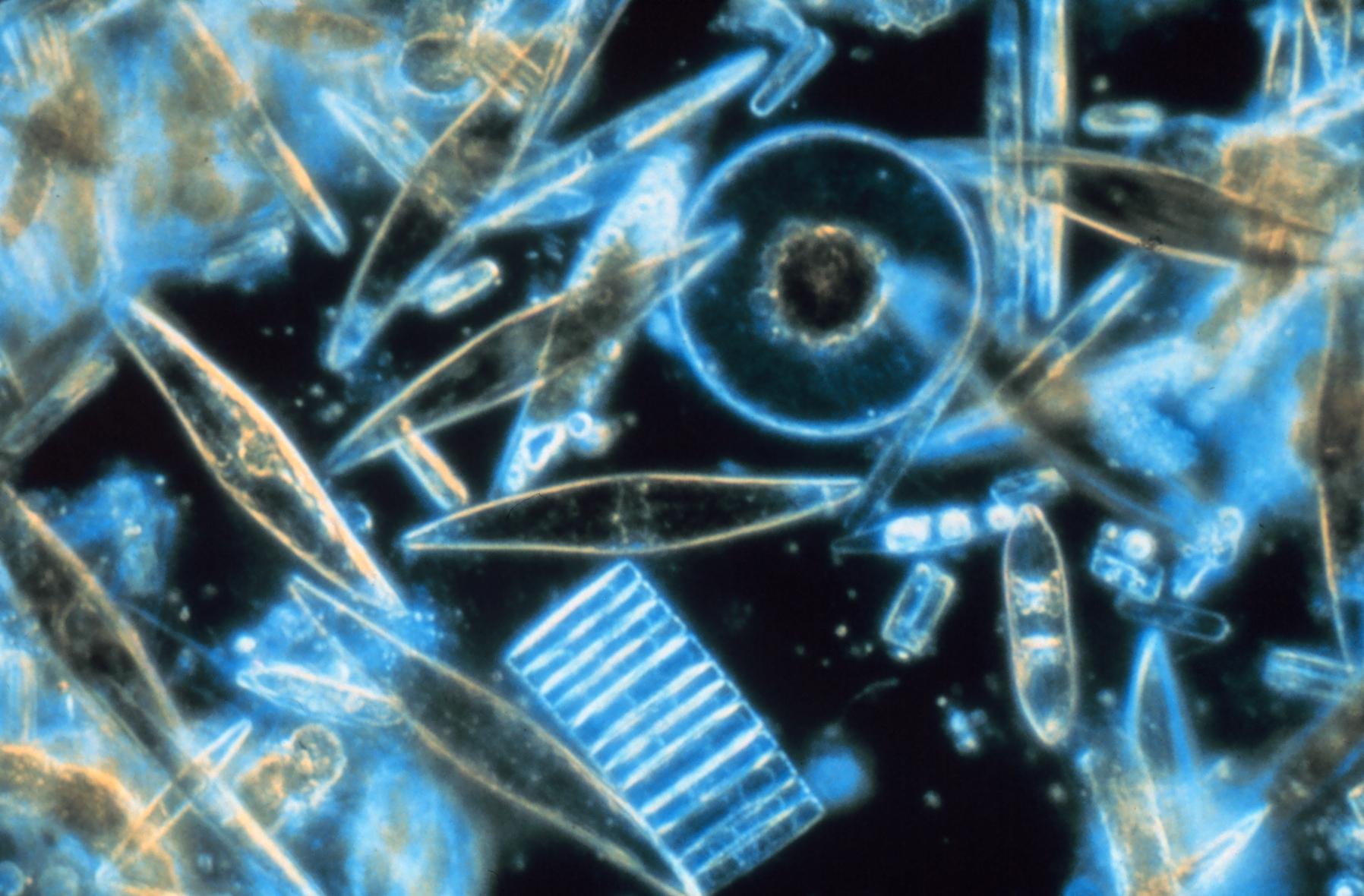
Trasporto di Plancton

Le correnti marine hanno una notevole importanza anche nella biosfera, visto anche che:
- condizionano il clima (le correnti calde lo rendono più mite, le correnti fredde favoriscono la desertificazione)
- contribuiscono alla diffusione delle specie vegetali e animali (trasportando semi e uova di animali a volte anche da un continente all'altro)
- trasportano il plancton (che è alla base della catena alimentare e viene seguito da molti pesci, da cui deriva la pescosità di alcuni mari).

## Importanza
La conoscenza delle correnti oceaniche di superficie è essenziale per ridurre i costi di spedizione, in quanto viaggiare senza averle contro riduce i costi del carburante. Nell'era della navigazione a vela, alimentata dal vento, la conoscenza delle correnti oceaniche era ancora più essenziale. Un buon esempio è la corrente di Agulhas, che per lungo tempo ha impedito ai marinai portoghesi di raggiungere l'India. In realtà i primi navigatori portoghesi che tentarono di raggiungere le Indie non furono bloccati dalla corrente calda di Agulhas ma furono effettivamente aiutati da essa nella loro navigazione.
La corrente calda di Agulhas è una corrente oceanica che scorre lungo la costa orientale dell'Africa meridionale, nel tratto compreso tra il Mozambico e il Sudafrica. Questa corrente si dirige verso sud lungo la costa africana ed è nota per essere particolarmente veloce e potente.
Nel XV secolo, quando i navigatori portoghesi come Bartolomeo Diaz e Vasco da Gama tentarono di raggiungere le Indie via mare, scoprirono che la corrente di Agulhas era un aiuto prezioso nella loro navigazione. Sfruttando questa corrente, potevano aumentare significativamente la velocità delle loro imbarcazioni, risparmiando tempo e risorse.
La rotta seguita da Vasco da Gama nel 1497, che lo portò dall'Europa alle Indie, prevedeva di raggiungere la punta meridionale dell'Africa, il Capo di Buona Speranza, e da lì prendere la corrente calda di Agulhas verso est, attraversando l'Oceano Indiano fino alle coste dell'India. Questo percorso divenne poi la via principale per raggiungere le Indie e consentì ai portoghesi di stabilire un collegamento diretto con il ricco mercato delle spezie dell'Asia.
Quindi, al contrario di essere bloccati dalla corrente di Agulhas, i primi navigatori portoghesi riuscirono a risolvere il problema sfruttando strategicamente questa corrente per raggiungere le loro destinazioni nelle Indie.) Gli utilizzatori di imbarcazioni a vela di tutto il mondo, ancora oggi, utilizzano proficuamente le correnti di superficie per mantenere la velocità. 
Le correnti oceaniche sono molto importanti anche nella diffusione di molte forme di vita. Un esempio è il ciclo di vita dell'anguilla europea.
Le correnti oceaniche sono importanti nello studio dei detriti marini e viceversa. Queste correnti influiscono anche sulle temperature in tutto il mondo. Ad esempio, la corrente oceanica che porta acqua calda dall'Atlantico settentrionale all'Europa nordoccidentale blocca cumulativamente e lentamente i ghiacci lungo le rive del mare, impedendo anche alle navi di entrare ed uscire dalle vie navigabili interne e dai porti marittimi, per cui le correnti oceaniche svolgono un ruolo decisivo nell'influenzare i climi delle regioni attraverso le quali scorrono. 
Le correnti d'acqua dell'oceano freddo che scorrono da regioni polari e subpolari portano con sé molto plancton, cruciale per la sopravvivenza di diverse specie chiave negli ecosistemi marini. Poiché il plancton è il cibo dei pesci, le abbondanti popolazioni di pesci vivono spesso dove prevalgono queste correnti.
Le correnti oceaniche possono essere utilizzate anche per la produzione di energia elettrica marina, con sperimentazioni in zone quali quelle al largo del Giappone, della Florida e delle Hawaii.